# Església de Sant Joan de Stratford
L’església de Sant Joan de Stratford (St John’s Church, Stratford) és una església parroquial anglicana situada a Stratford Broadway, al districte de Newham, Londres. S’aixeca al solar de l’antiga presó forestal vinculada al bosc reial de Waltham, enderrocada el 1827. El temple fou construït entre 1832 i 1834 per Edward Blore en estil neogòtic primerenc, amb maó gris i una torre de tres cossos amb campanar sostingut per arcbotants. Inicialment fou capella auxiliar d’All Saints, West Ham, i esdevingué parròquia pròpia el 1844. El poeta Gerard Manley Hopkins hi fou batejat el mateix any. L’edifici està catalogat com a immoble catalogat grau II.
Al segle XIX el territori parroquial es va dividir per crear noves parròquies, com les de St Paul’s (1865) i St James’ Forest Gate (1881). El cementiri acull el naturalista i reformador social Antonio Brady, en memòria del qual es construí una ampliació del presbiteri el 1884, i també el monument als màrtirs de Stratford (1879). Durant la Segona Guerra Mundial la cripta va servir de refugi antiaeri, i més tard l’església absorbí la parròquia de Christ Church (1961) i incorporà una nova ampliació el 1998.